# Dawn Marie Kobayashi
Dawn Marie Kobayashi (ur. 18 czerwca 1971, Kingston) – jamajska strzelczyni specjalizująca się w strzelaniu z karabinu pneumatycznego, olimpijka z Aten.
Kobayashi była jedyną strzelczynią z Jamajki biorącą udział w igrzyskach olimpijskich w Atenach. Była drugą – po Tonym Bridge’u – reprezentantką Jamajki w strzelectwie na igrzyskach olimpijskich.
Wystartowała w konkurencji karabinu pneumatycznego z 10 metrów, w której jednak odpadła w kwalifikacjach (do finału awansowało jedynie 8 strzelczyń, a Kobayashi uplasowała się na 41. miejscu ex aequo ze Svitlaną Kaschenko – Rosjanką startującą w barwach Nikaragui).
Rok przed igrzyskami, Kobayashi wystartowała w dwóch ważnych imprezach. Zajęła wówczas ósme miejsce na Igrzyskach Panamerykańskich 2003 (391 punktów w eliminacjach, 97,5 w finale; łącznie: 488,5 pkt.) i 66. miejsce (380 punktów) w zawodach o Puchar Świata rozgrywanych w Fort Benning.
Kobayashi reprezentowała również Jamajkę na Igrzyskach Wspólnoty Narodów 2006. Zajęła tam 16. miejsce w konkurencji karabinu pneumatycznego z 10 m (385 punktów), natomiast w zawodach drużynowych tej samej konkurencji nie została sklasyfikowana, gdyż była jedyną reprezentantką Jamajki startującą w zawodach (w zawodach musiały wystartować dwie zawodniczki z każdego zespołu).

## Wyniki olimpijskie
| Igrzyska | Konkurencja                | Wynik                                                            | Miejsce     | Źródło |
| -------- | -------------------------- | ---------------------------------------------------------------- | ----------- | ------ |
| IO 2004  | Karabin pneumatyczny, 10 m | Kwalifikacje (nie awansowała do finału) 383 punkty (98-93-97-95) | 41T (na 44) | [ 2 ]  |